# Bremse (Kraftfahrzeug)
Die Bremse ist ein technisches System zur Verzögerung eines Kraftfahrzeugs. Die Gesamtheit aus Übertragungs- und Betätigungseinrichtungen wird als Bremsanlage bezeichnet.
Beim üblichen Bremsvorgang wird durch Reibung oder entsprechende Vorgänge die kinetische Energie (Bewegungsenergie) in Wärmeenergie umgewandelt und abgeführt (Verlustenergie), weshalb der Materialauswahl und der Kühlung der Bremse eine erhöhte Bedeutung zukommt. Neuere Techniken erlauben durch Rekuperation mit einer Nutzbremse die Umwandlung der kinetischen in elektrische Energie und Speicherung für späteren Antrieb oder elektrische Verbraucher. Alle Kraftfahrzeuge verfügen gesetzlich vorgeschrieben neben der Betriebsbremse über eine zusätzliche Bremseinrichtung, die unabhängig funktionieren muss. Sie ist meist als mechanische Feststellbremse („Handbremse“) ausgeführt und sichert beim Halten das Fahrzeug gegen Wegrollen.

## Geschichte
Die ersten Personenkraftwagen wurden nur über die Hinterräder verzögert. An den Rädern selbst saßen oft noch Klotzbremsen, an der Getriebeausgangswelle eine Außenbandbremse, die über die Kardanwelle auf die Hinterräder wirkte. Später setzte sich die Trommelbremse durch. Fahrzeuge wie der Dernburg-Wagen oder der Renault EG wurden früh mit Allradbremsen ausgestattet. Der Zwickauer Autohersteller Horch führte 1924 mit dem Horch 10 seriengefertigte Pkw mit Vierradbremsen ein. Die erste serienmäßige Ausstattung mit einer Scheibenbremse war im deutschen Tiger-Panzer des Zweiten Weltkriegs anzutreffen, der erste Pkw mit vier Scheibenbremsen war der amerikanische Tucker ’48 (1948). Die ersten Serienautomobile in Europa mit vier Scheibenbremsen waren der Rennsportwagen Jaguar C-Type (1952), gefolgt 1955 vom Citroën DS mit zwei Scheibenbremsen.

## Der Bremsvorgang
Die Wirkung einer Bremsanlage wird über die Bremsverzögerung definiert, die als Abnahme der Geschwindigkeit pro Zeit definiert wird. Die Bremsverzögerung wird üblicherweise positiv angegeben und ist als negative Beschleunigung des Fahrzeugs zu verstehen. Auch bei Sportwagen übersteigt die Leistung der Bremsanlage die Motorleistung erheblich. Die maximal erreichbare Bremsverzögerung ist in der Praxis nicht durch die Bremsanlage, sondern durch die Haftreibung der Reifen begrenzt und daher witterungs- und fahrbahnabhängig. Wenn die Bremse zu kräftig betätigt wird und kein Antiblockiersystem (ABS) die Bremskraft regelt, dann wird die Haftreibungsgrenze überschritten, die Räder blockieren und das Fahrzeug beginnt zu rutschen, wobei unter Gleitreibung ungefähr 15 % schlechter gebremst wird, das Fahrzeug nicht mehr lenkbar ist und zum Ausbrechen neigt.
Die Haftreibungsgrenze besagt, dass die Bremskraft {\displaystyle m\cdot a} nicht größer als die Haftreibung {\displaystyle m\cdot g\cdot \mu } sein darf. Dabei ist {\displaystyle m} die Fahrzeugmasse, {\displaystyle a} die Bremsverzögerung, {\displaystyle g} die Erdbeschleunigung und {\displaystyle \mu } der Haftreibungskoeffizient. Für Gummi auf trockenem Asphalt liegt {\displaystyle \mu } bei 1,2 bei 10 % Schlupf. Man kann also ein Fahrzeug mit bis zu 1,2 {\displaystyle g} abbremsen (die Werte liegen bei Nutzfahrzeugen unter 1 {\displaystyle g}). Auf nasser Fahrbahn sinkt {\displaystyle \mu } auf einen Wert von circa 0,6, auf Eis sogar auf 0,1, was gegenüber trockenem Asphalt zu einer Verdoppelung bzw. Verzehnfachung des Bremsweges führt.
Dadurch, dass die Bremskraft bei einem Pkw auf der Fahrbahn ansetzt, die Massenträgheit aber etwas höher im Schwerpunkt des Fahrzeuges, wirkt ein Moment um die Querachse (Nickachse) des Fahrzeugs, wodurch die Vorderachse zusätzlich belastet und die Hinterachse entlastet wird (Bremsnicken). Somit wird bei einer Vollbremsung die Blockiergrenze an der Hinterachse schon bei einer viel geringeren Bremskraft erreicht als an der Vorderachse. Ein Blockieren der Hinterachse bei nicht blockierter Vorderachse würde dazu führen, dass das Fahrzeug instabil wird und ausbricht. Daher muss an der Vorderachse eine höhere Bremskraft aufgebracht werden als an der Hinterachse. Dies berücksichtigen Fahrzeughersteller u. a. mit größeren Bremsscheiben und größeren Wirkflächen der Radbremszylinder an den Vorderrädern.
Die Überprüfung der Bremsanlage ist ein wichtiger Teil bei der Hauptuntersuchung nach § 29 StVZO (umgangssprachlich: TÜV) und der Sicherheitsprüfung (SP). Hierbei findet eine Sicht-, Funktions- und Wirkungsprüfung statt. Die Wirkung wird bei den meisten Fahrzeugen auf einem Bremsenprüfstand geprüft. Durch Unebenheiten in der Oberflächenbeschaffenheit der Bremsscheibe oder durch Unwucht entsteht Bremsenrubbeln. Der Fahrer nimmt dies durch Bremspedalpulsieren, Lenkraddrehschwingungen und Vibrationen wahr. Fällt die Bremse eines Kfz aus, besteht als letzte Möglichkeit die „Blechbremsung“: Fahrzeug an den Fahrbahnrand steuern und über Kontakt mit der Fahrbahnbegrenzung bremsen. Normalerweise kommt es jedoch kaum zu einer solchen Situation, weil die Betriebsbremse mindestens zweikreisig (Zweikreisbremsanlage – in Deutschland Vorschrift seit 1967) ausgeführt ist und auch die Feststellbremse noch verwendet werden kann.
Die Bremse eines Pkw muss Energien von mehreren Megajoule umsetzen, bei einer Vollbremsung mit einer Leistung von mehr als 200 kW.

## Entlüftung
Damit Bremsen einwandfrei funktionieren, muss zum einen ausreichend Bremsflüssigkeit in den Bremsleitungen vorhanden sein und zum anderen darf sich nicht zu viel Luft in der Bremsanlage befinden. Im Falle von Reparaturen oder Änderungen an einzelnen Komponenten der Bremse ist daher anschließend eine sog. Entlüftung notwendig. Falls der Luftanteil zu hoch ist, sorgt der Druck des Bremspedals nicht für die gewünschte Abbremsung des Fahrzeugs, was sich direkt auf die Betriebstauglichkeit des Fahrzeugs auswirken und somit zu einer Gefahr im Straßenverkehr führen kann.

## Bremspedal und -hebel

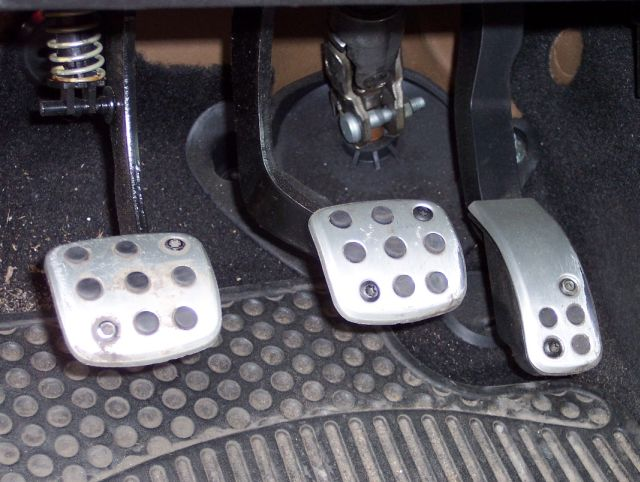
Fußraum eines Pkw, in der Mitte das Bremspedal

Das Bremspedal (auch Fußbremshebel) ist bei nahezu allen Kraftfahrzeugen die Betätigungseinrichtung der Betriebsbremsanlage. Bei Zweirädern gibt es keine Pedale zum Bremsen, sondern Bremshebel. Bei Motorrädern ein Handhebel am rechten Griff für das Vorderrad und einen Fußbremshebel rechts für das Hinterrad.
Hier wird die Fußkraft des Fahrers das erste Mal verstärkt, um bei dem zur Verfügung stehenden Pedalweg einen ausreichenden Bremsdruck zu erzeugen. Die Verstärkung wird durch das Hebelsystem des Fußbremshebels erzeugt. Bei entsprechender Dimensionen erreicht man hier bereits eine 5-fache Verstärkung der Fußkraft. Sie reicht bei heutigen Fahrzeugen aber nicht aus, um ein Fahrzeug zu bremsen oder zum Stehen zu bringen, so dass eine weitere Verstärkung durch einen Bremskraftverstärker nötig ist.
In der Vergangenheit wurde versucht, das Gas- mit dem Bremspedal von Pkw zu einem Bedienhebel zu kombinieren, um den Fahrer zu entlasten und der zunehmenden Verkehrsdichte gerecht zu werden. Einer der Erfinder war G. Peiseler aus Leipzig mit dem Peiseler-Pedal. Ein derartig nachgerüsteter Opel Kadett wurde vom KTA der DDR abgenommen und war in Berlin in Betrieb. Das größte Argument für diese Bauweise ist bis heute der deutlich verkürzte Anhalteweg, da der Fuß nicht erst umgesetzt zu werden braucht und ein Schreckerlebnis unmittelbar in das Durchstrecken des Beines umsetzbar ist. Aus nicht dokumentierten Gründen konnte sich das Gas-Brems-Pedal jedoch nicht etablieren.

## Bremssysteme

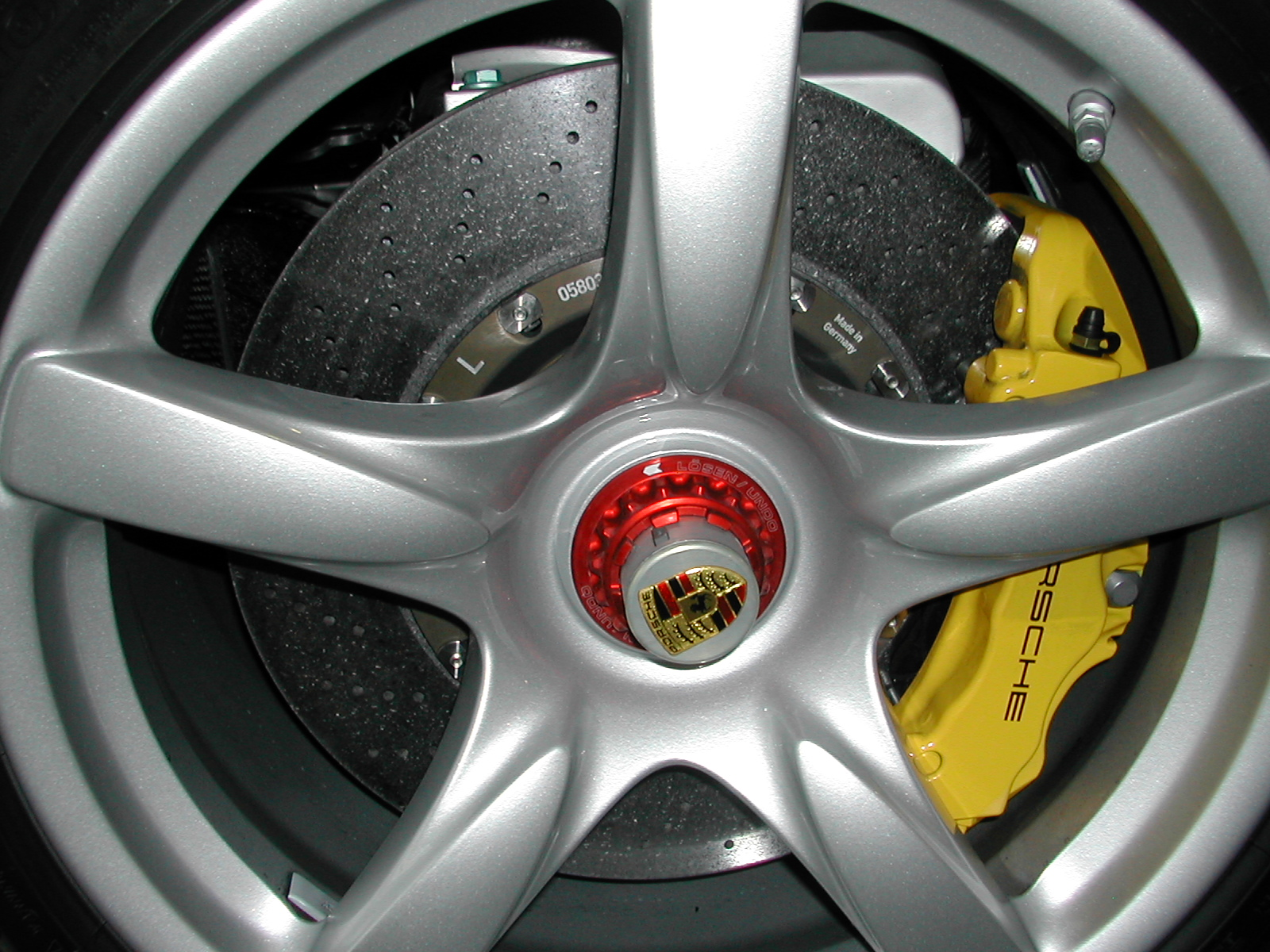
Carbon-Keramik-Bremsscheibe mit Bremssattel (gelb) hinter einer Leichtmetallfelge an einem Porsche Carrera GT

Entsprechend den geltenden Vorschriften müssen Kraftfahrzeuge und die meisten Anhänger mit Bremsen ausgerüstet sein. Die EG-Richtlinie 71/320/EWG von 1971 unterscheidet drei Bremsanlagen:
- Betriebsbremsanlage (BBA)
- Hilfsbremsanlage (HBA)
- Feststellbremsanlage (FBA)

Dazu können noch sog. Verlangsamer kommen (z. B. Retarder), die verschleißfrei wirken und die normale Bremsanlage unterstützen.

### Betriebsbremsanlage (BBA)
Die Betriebsbremsanlage dient dazu, das Fahrzeug im normalen Betrieb zu verlangsamen und zum Stillstand zu bringen. Sie muss sich abstufen lassen und auf alle Räder des Fahrzeugs wirken.
Der Fahrer betätigt die Betriebsbremse bei nahezu allen mehrspurigen Kraftfahrzeugen über ein mit dem rechten Fuß zu betätigendes Pedal. Bei Krafträdern wird die Betriebsbremse des Vorderrades mit einem Handhebel rechts am Lenker betätigt und die Betriebsbremse des Hinterrades meist mit dem rechten Fuß über ein Pedal oder (seltener, z. B. bei Motorrollern) mit einem Handhebel links am Lenker.
Mit der Betriebsbremse muss bei den meisten Kraftfahrzeugen eine Verzögerung von 5,0 m/s2 erreicht werden, bis 2000 waren 2,5 m/s2 ausreichend.
Die Übertragung der Kraft von der Betätigungseinrichtung zu den eigentlichen Radbremsen erfolgt heute meist hydraulisch (Flüssigkeitsbremse) oder pneumatisch (Druckluftbremsen bei Lkw). Bis in die 1960er Jahre waren bei Pkw auch noch mechanische Übertragungseinrichtungen üblich. Diese findet man heute fast nur noch bei Fahrrädern oder Kleinkrafträdern.
Elektrische Übertragungseinrichtungen sind heute (Stand 2009) bei den Druckluftbremsen von schweren Lkw bereits weit verbreitet (Wabco / Knorr EBS). Diese Systeme verfügen aber immer noch zusätzlich als Rückfallebene über eine pneumatische Übertragungseinrichtung.
Rein elektrische Übertragungseinrichtungen befinden sich in der Erprobungsphase, sind aber von der Serieneinführung noch weit entfernt (Stand 2009).
Übliche Bauarten für Betriebsbremsen sind:
- Trommelbremsen mit Innenbacken in Simplex- und Duplexausführung einschließlich ihrer Unterarten. Angewendet werden Trommelbremsen z. B. bei Mopeds oder als Hinterradbremsen in leistungsschwachen Pkw. Bei Nutzfahrzeugen (z. B. Anhänger, Traktoren, Baufahrzeuge) finden sie wegen ihrer geringen Bedienkraft und der Schmutzunempfindlichkeit regen Einsatz.
- Scheibenbremsen als Schwimmsattel- oder Festsattelbremse. Scheibenbremsen zeichnen sich durch eine hohe gleichmäßige Bremsleistung bei geringem Gewicht aus. Sie werden zum Beispiel bei Motorrädern, Pkw, Nutzfahrzeugen und Rennfahrzeugen benutzt.

Mit dem Einsatz von Zwei- oder Mehrkreisbremsanlagen werden innerhalb der Betriebsbremse redundante Systeme als Ausfallsicherung eingesetzt. So ist das sichere Anhalten auch bei Ausfall eines der Systeme gewährleistet. Der Fahrer wird heute von einer Vielzahl von Hilfssystemen wie Bremskraftverstärker, ABS und Bremsassistenten unterstützt.
Speziell in Hybridfahrzeugen gewinnt zunehmend das Bremsen in Verbindung mit Energierückgewinnung an Bedeutung, auch rekuperatives Bremsen genannt. Hier wird durch Betreiben eines Generators gebremst, der seinerseits die gewonnene Energie in die Batterie für den Elektroantrieb einspeist.
Bei Großmaschinen wie z. B. Radladern kommt vornehmlich die hydraulisch betriebene Lamellenbremse zum Einsatz.
Des Weiteren werden Bremsanlagen oft nach der Art ihrer Betätigung eingeteilt:

#### Hydraulisch betätigte Bremse

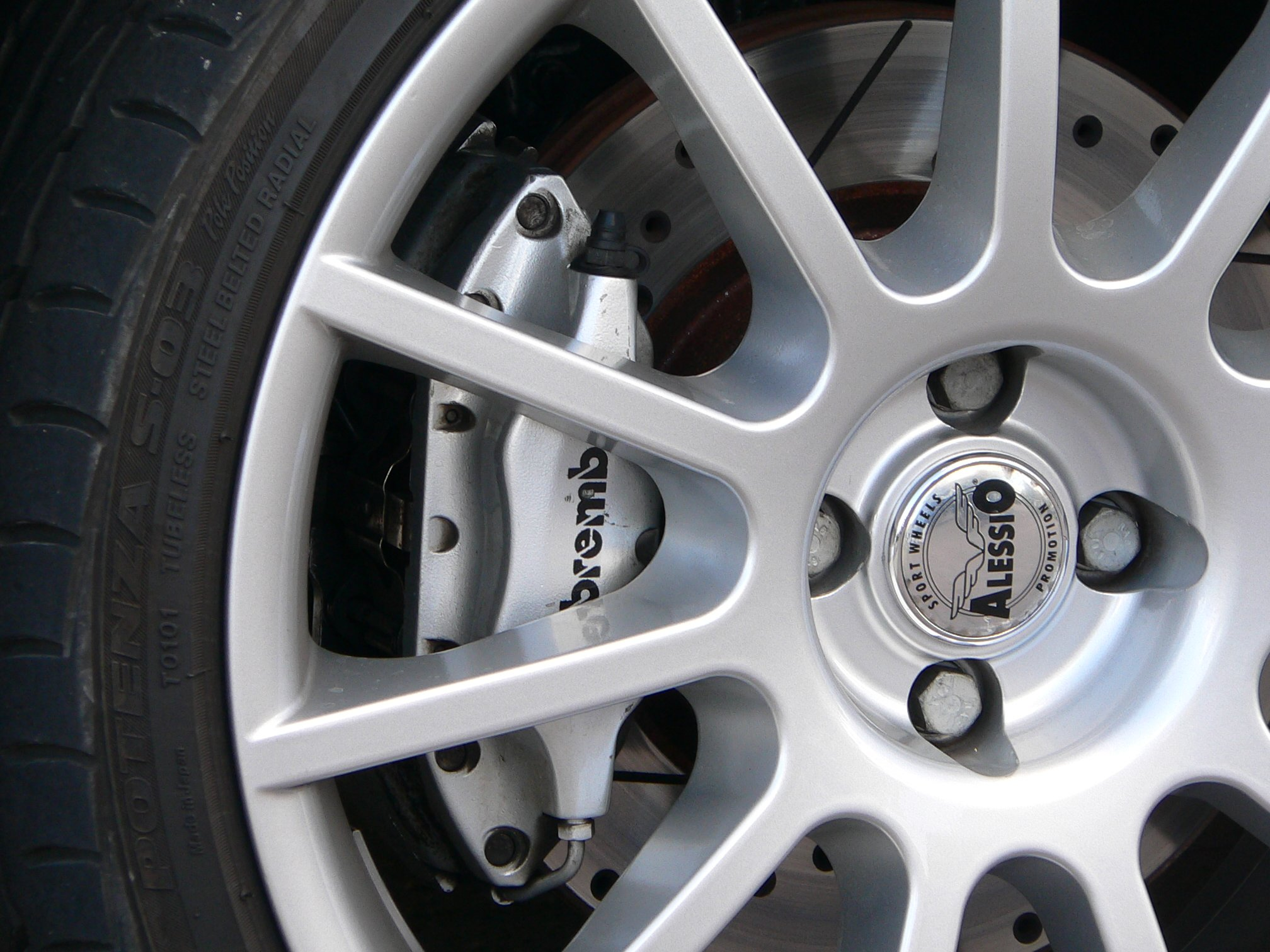
Scheibenbremse an einem Pkw: gelochte Bremsscheibe mit Bremssattel

Die erste hydraulische Bremse (für Fuhrwerke) konstruierte Hugo Mayer aus Rudolstadt 1895, ohne dass es nennenswerte Folgen hatte. Anfang der 1920er Jahre erhielt der US-Amerikaner Malcolm Loughead (Mitbegründer der Lockheed Aircraft Company) ein Patent für ein hydraulisch betätigtes Bremssystem. Das erste Mal wurden hydraulische Bremsen im Motorsport von Duesenberg – mit großem Erfolg – beim Großen Preis von Frankreich 1921 eingesetzt. Der erste Serienwagen mit hydraulischen Bremsen war der Chrysler B-70 von 1924, der erste in Europa der Triumph 13/35. Alfred Teves erwarb 1926 die Rechte an der Lockheed-Bremse für Deutschland. Der erste deutsche Personenwagen mit Hydraulikbremse war der Adler Standard 6 von 1926. Im gleichen Jahr führte sie Krupp in Nutzfahrzeugen ein, gefolgt 1927 von Büssing und 1931 von Mercedes-Benz (Lo-2000), MAN, Henschel und Saurer aus der Schweiz.
Bis Anfang der 1960er Jahre wurden Pkw weiterhin auch mit mechanisch betätigter Seilzugbremse hergestellt (VW Käfer – Standardmodell bis März 1962). Die Bremse war wartungsintensiv, da bei Verschleiß der Beläge eine ungleichmäßige Bremswirkung auftrat. Außerdem können auf rein mechanischem Wege hohe Bremskräfte nur durch große Hebel erzeugt werden. In der Regel werden bei Pkw daher hydraulische Bremsen für die Betriebsbremse verwendet, da sie immer einen gleichmäßigen Bremsdruck an allen Rädern gewährleisten. Außerdem erreicht man durch die unterschiedlichen Durchmesser von Geberzylinder (Hauptbremszylinder) und Nehmerzylinder (Radbremszylinder) eine zusätzliche hydraulische Übersetzung und damit Krafterhöhung. Durch Betätigen des Bremspedals wird ein Hydraulikkolben mit einem kleinen Durchmesser im Hauptbremszylinder bewegt, der die Kraft in einen Druck der Bremsflüssigkeit in der Hydraulikleitung übersetzt. Dieser Druck wirkt auf die Kolben in den Radbremszylindern mit größerem Durchmesser, die dann höhere Kräfte auf die Bremsklötze (Scheibenbremse) oder die Bremsbacken (Trommelbremse) ausüben und sie bewegen.
Für Pkw sind seit den 1920er Jahren mindestens zwei voneinander unabhängige Bremssysteme gesetzlich vorgeschrieben. Diese sind als Betriebsbremse und Feststellbremse („Handbremse“) in jedem Fahrzeug vorhanden. Die hydraulisch betätigte Betriebsbremse kann als Einkreis- oder Zweikreisbremsanlage ausgeführt sein. Bei der Zweikreisanlage können die beiden Kreise auf Vorder- und Hinterachse oder diagonal aufgeteilt sein (rechtes Vorderrad/linkes Hinterrad und linkes Vorderrad/rechtes Hinterrad). Als Besonderheit gilt das Dreiräder-Bremssystem (LL-System) von Volvo, das ab 1966 im Volvo 140 eingesetzt wurde. Hierbei bremst jeder der zwei Bremskreise beide Vorderräder (über getrennte Bremskolben) und jeweils ein Hinterrad. Selbst bei Totalausfall eines Kreises werden immer noch drei Räder gebremst und es stehen noch 80 % der gesamten Bremsleistung zur Verfügung.
Eine Weiterentwicklung der hydraulischen Bremse ist die elektrohydraulische Bremse.
Bestandteile der hydraulischen Fahrzeugbremse:
- Bremspedal mit mechanischer Verbindung zum
- Hauptbremszylinder
- Bremskraftverstärker
- Bremsflüssigkeitsbehälter
- Bremsdruckverteiler (neigungsabhängig)
- Rohrleitungssystem aus Metall, gebördelt mit T- und Verbindungsstücken
- Bremsschläuche
- Radbremszylinder
- Entlüftungsventile

#### Druckluftbremse

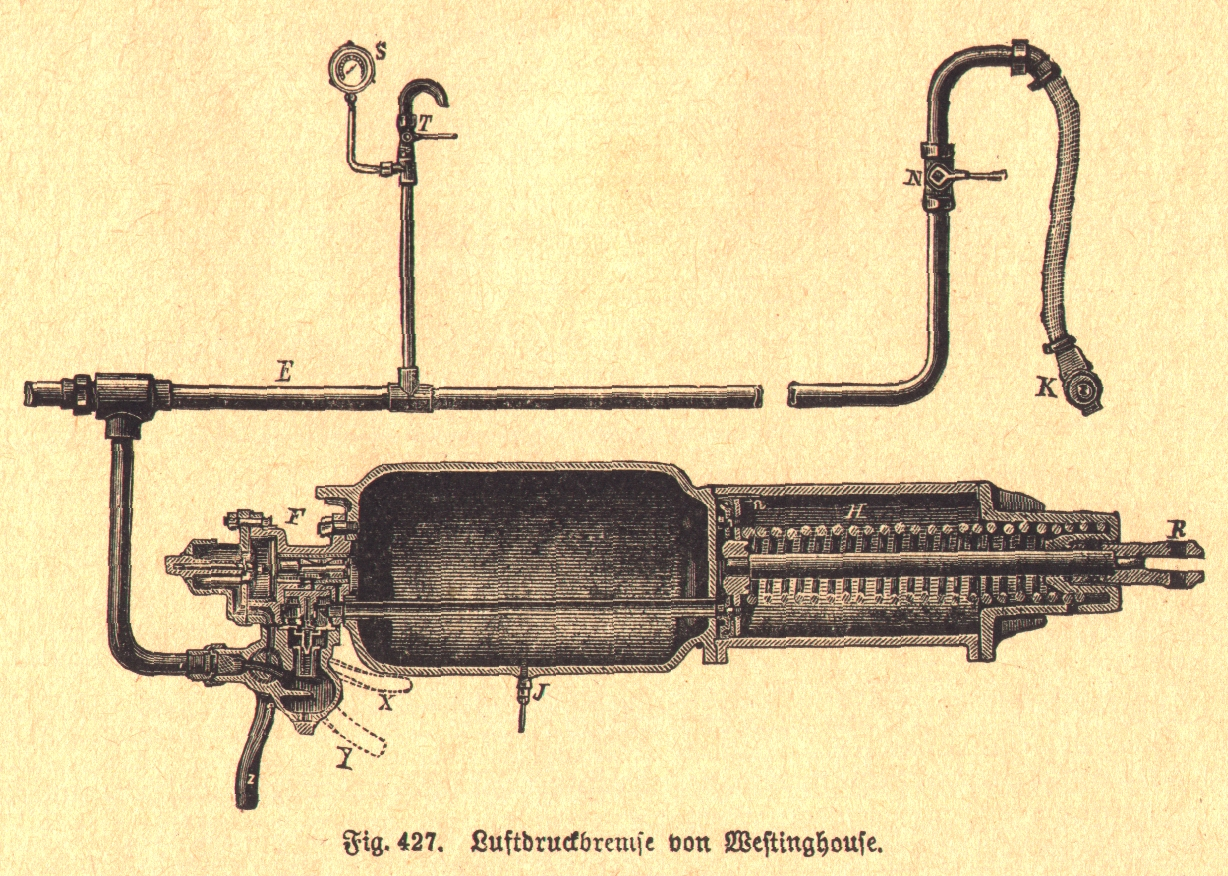
Einleitungs-Druckluftbremse, Zeichnung nach Westinghouse

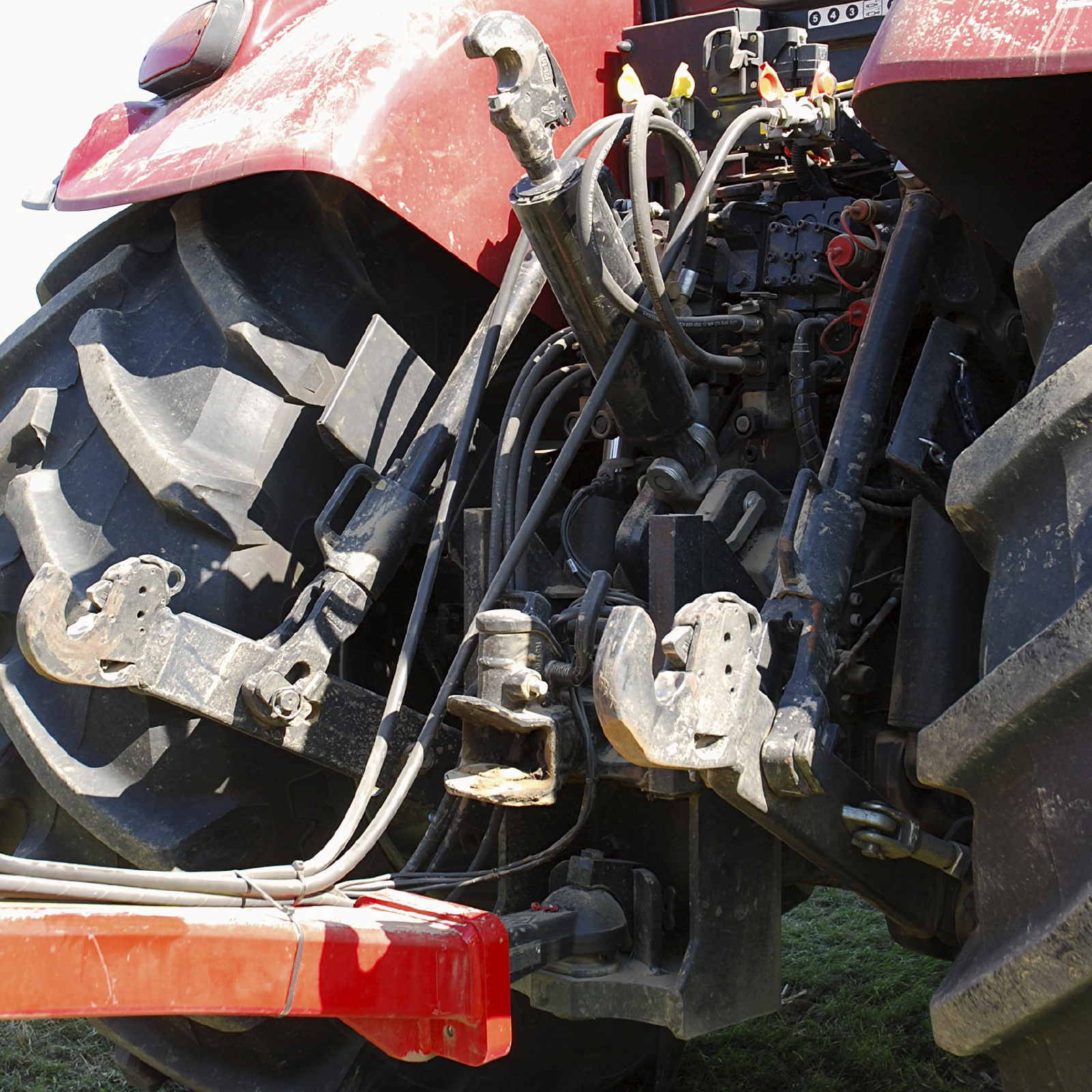
Traktor mit Druckluftbremse, am oberen Bildrand sind die mit gelben und roten Staubkappen gekennzeichneten Anschlüsse zu sehen.

Lkw und Omnibusse haben eine pneumatische Bremse. Bei reinen Druckluftbremsen, wie sie bei Fahrzeugen ab etwa 7,5 t Gesamtgewicht üblich sind, werden die Radbremsen durch Druckluft und nicht durch Bremsflüssigkeit wie beim Pkw zugespannt. Damit ist die erzielte Bremskraft nicht mehr direkt von der Kraft abhängig, die der Fahrer mit dem Fuß am Bremspedal aufbringt; der Fahrer steuert sie nur über den Pedalweg. Die Zuspannelemente sind meist Membranzylinder. Bei neueren Fahrzeugen werden die Zylinderdrücke elektronisch durch ein sogenanntes EBS (Elektronisches Bremssystem) geregelt, das alle modernen Funktionen der aktiven Sicherheit beinhaltet, wie z. B. ABS (Antiblockiersystem), ASR (Antriebsschlupfregelung) und teilweise auch ESP (elektronisches Stabilitätsprogramm). Das Nutzfahrzeug war bei diesen brake-by-wire-Systemen wegbereitend, lange vor dem Pkw. Darüber hinaus regelt das ALB-Ventil den Bremsdruck abhängig von der Last, dies wird zum Beispiel über ein Gestänge gesteuert.
Lkw bis etwa 7,5 t Gesamtgewicht verfügen häufig über gemischte Systeme (Flüssigkeitsbremse mit Betätigung durch Druckluft).
Lkw-Anhänger sind bei durchgehender Bremsanlage mit Druckluftbremsen ausgestattet, die im Prinzip genau so funktionieren wie am Lkw. Die notwendige Druckluft wird über Verbindungsschläuche vom Zugfahrzeug bezogen. Zwei Schlauchverbindungen sind notwendig: eine rot markierte Versorgungsleitung, die zur dauernden Luftversorgung des Anhängers dient, und eine gelb markierte Bremsleitung für die Steuerung des Bremsvorganges am Anhänger. Bei neueren Anhängern, die mit EBS ausgerüstet sind, gibt es als Ergänzung zur pneumatischen Steuerleitung eine elektronische Steuerleitung.
Bis in die 1980er Jahre gab es für Anhänger Bremsanlagen mit nur einer Leitung. Diese sind heute nur noch für landwirtschaftliche Anhänger bis 25 km/h zugelassen. Hier dient ein und dieselbe schwarz markierte Schlauchverbindung zur Druckversorgung und Steuerung der Anhängerbremse. Bei gelöster Bremse liegt ein Druck von 5,3 bar an, der beim Bremsen abgebaut wird. Das Anhängerbremsventil erlaubt dann umgekehrt proportional einen Druckaufbau aus dem Vorratsbehälter in den Bremszylindern des Anhängers. Nachteil dieses Systems ist, dass bei Luftmangel kein Bremsen mehr möglich ist. Beim Zweileitungssystem dagegen löst ein Absinken des Drucks im „roten“ Anschluss (Vorratsleitung) von normal 7,3 bar eine Zwangsbremsung des Anhängers aus, bis wieder ausreichend Luft vom Motorwagen eingespeist wird. Bei einem Defekt der Bremsleitung (gelb) wird die Notbremsung eingeleitet, sobald das erste Bremssignal der Zugmaschine erfolgt.
Die Druckluft wird von einem motorgetriebenen Kompressor (Luftpresser) erzeugt, der immer mitläuft. Der Druckregler schaltet abhängig vom Vorratsdruck im Bremssystem zwischen „Füllen“ und „Abblasen“ um. Die vom Kompressor geförderte Luft wird also entweder ins Bremssystem gepumpt oder drucklos in die Umgebung geblasen. Die Luftversorgung der einzelnen Druckluftkreise erfolgt über ein Mehrkreisschutzventil, das seit Anfang der 1980er Jahre üblicherweise als Vierkreisschutzventil ausgeführt ist.
Die Kreise sind dann wie folgt aufgeteilt:
- Kreis 1: Betriebsbremskreis 1
- Kreis 2: Betriebsbremskreis 2
- Kreis 3: Federspeicher-Feststellbremse und ggf. Anhängerversorgung
- Kreis 4: Nebenverbraucher (Luftfederung, Türsteuerung, Horn)

Die Betriebsbremskreise steuern Vorderachse und Hinterachse(n) getrennt an, um bei Ausfall eines Kreises immer noch Bremswirkung zu haben. Die achsweise Ansteuerung hält die Leitungslängen kurz, wogegen beim Pkw mit hydraulischer Bremse eine diagonale Ansteuerung der Räder üblich ist, um das Fahrverhalten bei Ausfall eines Kreises nicht zu sehr zu beeinflussen. Die Betriebsbremse arbeitet mit Druckaufbau, d. h., Luft strömt erst zu den Bremszylindern, wenn das Pedal getreten wird. Dadurch ist die Bremswirkung besser dosierbar als bei einer Bremse, die mit Druckabfall arbeitet.
Die Federspeicher-Feststellbremse arbeitet nach dem System „Knorr“, d. h., bei vollem Druck im System ist die Bremse offen: Bei Druckverlust werden die Bremsbeläge angelegt; ein druckloses System stellt das Fahrzeug fest. Das System wurde erfunden, weil sich in der Frühzeit der Bahn oft einzelne Waggons durch Kupplungsdefekte vom Zug abkoppelten und dann ungebremst zu Tal rasten. Nach Einführung der patentierten Knorr-Bremse riss beim Abkuppeln die Druckleitung und die Wagen wurden zwangsgebremst. Dieses System wurde später auch für die Druckluftbremsen von Straßenfahrzeugen übernommen. Wegen der schlechten Dosierbarkeit wird dieses Prinzip nur noch für die Feststellbremse verwendet. Gleichzeitig wird dadurch sichergestellt, dass die Feststellbremse auch ohne Motor funktioniert. Nach längeren Standzeiten kann im System ein Druckverlust entstehen. Deshalb muss im Bremssystem erst Luftdruck aufgebaut werden, indem der Motor im Stand betrieben wird, bis der Betriebsdruck erreicht ist und die Feststellbremse gelöst werden kann. Bis in die Mitte der 1950er Jahre sah der Fahrer bei druckloser Bremsanlage einen senkrecht stehenden roten Stab in seinem Sichtfeld am Armaturenbrett, der sich beim Befüllen des Systems langsam in Ruhestellung senkte. Erst dann durfte man losfahren. Heute wird die Warnfunktion von Kontrollleuchten übernommen. Ist ein modernes Druckluftsystem nach 24 Stunden Standzeit schon drucklos, muss die Dichtigkeit der Anlage überprüft und repariert werden. Wichtig: Fahrzeuge, die nur einen Vorratsbehälter haben, verlieren auch dann Luft, wenn Zusatzfunktionen bedient werden. Bei einer Panne mit einem Bus sollten deshalb die Türen manuell geöffnet und geschlossen werden, um den Luftverbrauch zu reduzieren.

### Dauerbremse
Dauerbremsen arbeiten mit Motorschleppmoment, einer Motorstaudruckbremse (z. B. Auspuffklappe), einem hydrodynamischen Retarder oder einer Wirbelstrombremse. Sie schützen die Betriebsbremse vor Überlastung (Fading) und verringern deren Verschleiß, etwa bei langen Bergabfahrten. Die gesetzliche Vorgabe für die Dauerbremse ist, dass sie das vollbeladene Fahrzeug bei einem Gefälle von 7 % auf einer Strecke von 6 km auf einer Fahrgeschwindigkeit von 30 km/h halten soll. Die wesentlichen Merkmale einer Dauerbremse sind die verschleißfreie Bauart und die Auslegung auf Dauerbetrieb. Da sich bei pneumatischen Bremsen durch häufiges Betätigen der Luftvorrat erschöpfen kann, ist an Bussen und schweren Lkw zusätzlich zur Betriebsbremse eine Konstant- oder Dauerbremse vorgeschrieben.

### Feststellbremsanlage (FBA)
Feststellbremsen halten zweispurige Fahrzeuge auch in Abwesenheit des Fahrers sicher im Stillstand. An Zweirädern werden sie selten eingesetzt. Betätigt wird sie mit einem Hebel oder einem Pedal mechanisch oder hydraulisch, elektrisch oder elektrohydraulisch. Bei Pkw ist die Feststellbremse in der Regel eine Seilzugbremse. Feststellbremsen können Scheibenbremsen ebenso wie Trommelbremsen mit Innen- oder Außenbacken sein. Bei Trommelbremsen werden häufig Teile der Betriebsbremse als Feststellbremse mitbenutzt. Die auch als Handbremse bezeichnete Einrichtung wirkt so in der Regel auf die Betriebsbremse der Hinterachse. Vom Bedienhebel wird die Bremskraft über einen Seilzug auf die beiden Räder übertragen, wo die Bremsbacken auseinander- oder Bremsklötze zusammengedrückt werden. Alternativ zur Handbremse kann die Betätigung auch mit dem Fuß auf ein Pedal erfolgen (Fußfeststellbremse), wie in den meisten Modellen von Mercedes-Benz und einigen Modellen von Audi, BMW, KIA und VW. In einigen neuen Modellen der oberen Mittel- und der Oberklasse kommen elektromechanische Feststellbremsen zum Einsatz. Bei diesen werden die Bremsbacken über Stellmotoren an den hinteren Bremssätteln auf Knopfdruck an die Bremsscheibe gepresst.
Früher gab es als Feststellbremse auch die sogenannte Kardanbremse. Sie hatte ein Bremsband über einer Scheibe auf der Kardanwelle oder beim Getriebeausgang (z. B. Fiat 600 oder Land Rover).
Die Federspeicherbremse dient als Feststellbremse bei Bus, Lkw oder Anhänger. Bei betätigter Bremse wird die Radbremse durch Federkraft zugespannt. Zum Lösen der Bremsen muss mit Druckluft die Federkraft überwunden und dadurch die Bremse gelöst werden.
Mit der Feststellbremse muss bei den meisten Kraftfahrzeugen eine Verzögerung von 1,5 m/s2 erreicht werden.

## Bremsen für Anhänger

### Ungebremste Anhänger
Das ziehende Kfz verzögert und der Anhänger „drückt“ auf die Anhängerkupplung des Kfz, dessen Bremsen müssen auch den Anhänger verzögern. Dieses System hat zwei Nachteile:
- Der Bremsweg verlängert sich erheblich, da die maximal möglichen Bremskräfte alleine vom Gewicht des Zugfahrzeuges abhängen, die schiebende Wirkung des Gespannes aber vom Gewicht des Zugfahrzeuges und des Anhängers abhängt.
- Der Anhänger schiebt beim Bremsen sehr stark. Dadurch reduziert sich die Richtungsstabilität des Gespanns, da es beim Bremsen zum Einknicken neigt. Wenn bei starkem Bremsen das Zugfahrzeug eindreht, verstärkt der Anhänger diesen Effekt.

Seit dem 1. Januar 1991 (Datum der Erstzulassung) dürfen in Europa ungebremste Anhänger hinter Pkw oder Lkw maximal 750 kg zulässige Gesamtmasse haben (EG-Richtlinie 71/320/EWG). Ungebremste ältere Anhänger und ungebremste Anhänger hinter Zugmaschinen können auch heute noch eine höhere zulässige Gesamtmasse haben.

### Nicht durchgehende Bremsen
Bei einer nicht durchgehenden Bremsanlage verfügen die Bremsen von Zugfahrzeug und Anhänger über zwei verschiedenen Energiequellen und zwei verschiedene Betätigungseinrichtungen. Häufigster Fall ist die Auflaufbremse. Energiequelle Zugfahrzeug: Muskelkraft, Energiequelle Anhänger: Auflaufkraft. Betätigungseinrichtung Zugfahrzeug: Bremspedal, Betätigungseinrichtung Anhänger: Auflaufeinrichtung.

#### Auflaufbremse

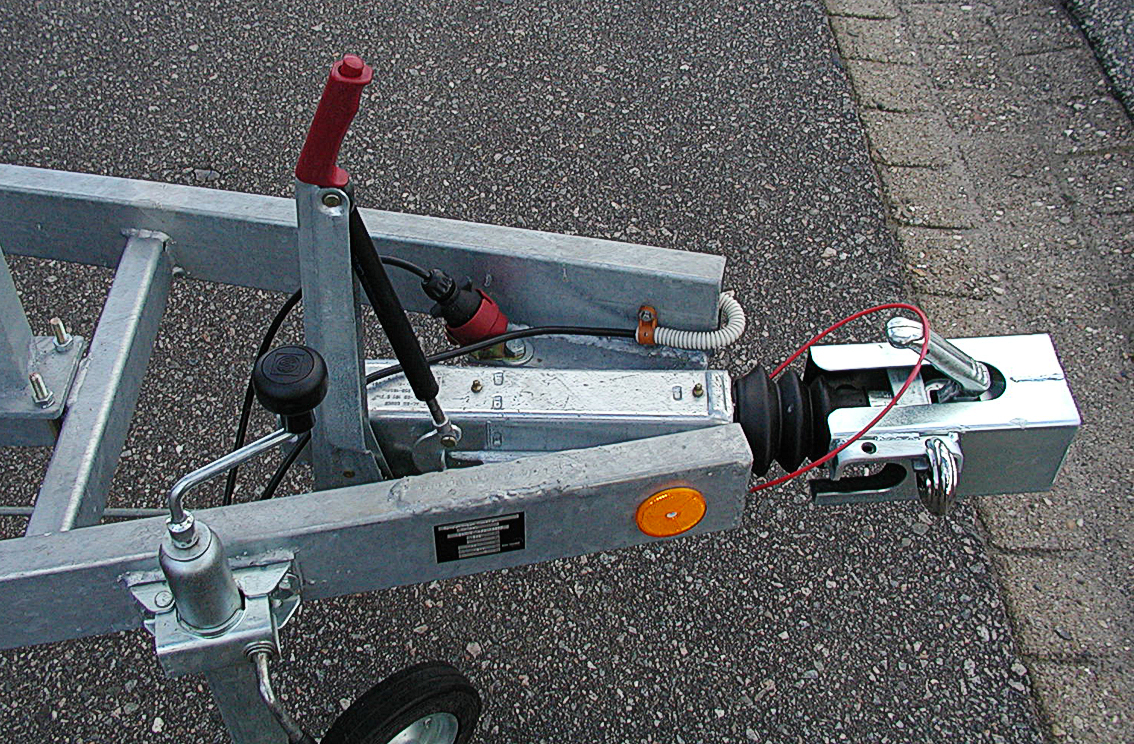
Eine Auflaufbremse am Anhänger

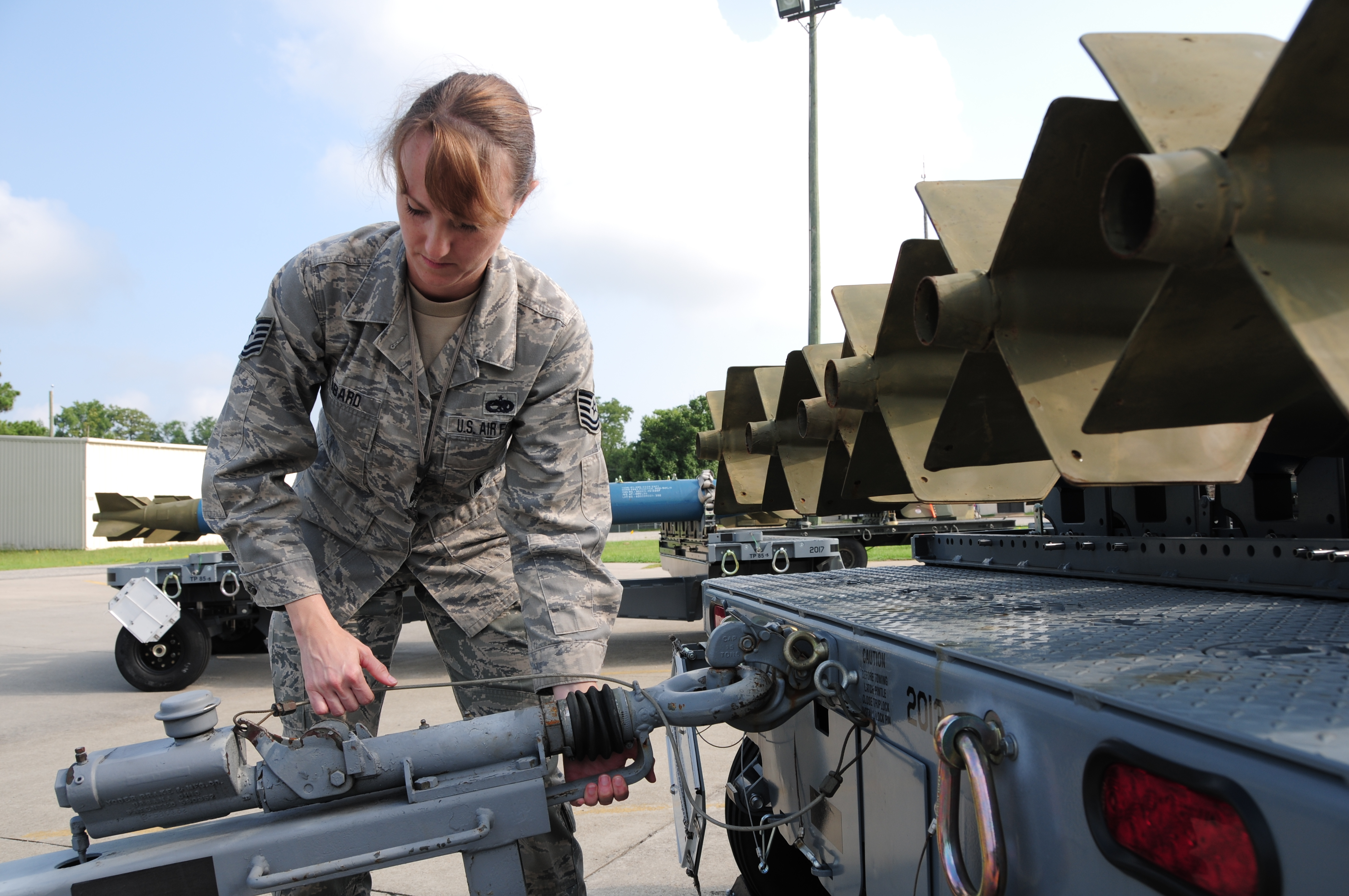
Hydraulische Auflaufbremse an einem Militärfahrzeug der US-Army

Pkw-Anhänger, leichtere Lkw-Anhänger und Wohnwagen haben Auflaufbremsen. Wenn das Zugfahrzeug gebremst wird, läuft der Anhänger auf das Zugfahrzeug auf. Von der Anhängerkupplung wird diese Kraft über Hebel bzw. durch eine Mechanik auf die Bremsen des Anhängers übertragen. Die Bremskraft ist zum einen davon abhängig, wie stark das ziehende Kfz verzögert, zum anderen vom tatsächlichen Gewicht des Anhängers. Der Anhänger drückt also auch dann gegen die Anhängerkupplung, wenn seine Bremsen wirken, weshalb auch hier der Anhänger die Stabilität des Gespannes verschlechtert. Besonders bei Schnee und Eis ist dieser Effekt verheerend und der Fahrer muss daran denken, bevor er eine Gefällsstrecke befährt. Verglichen mit dem ungebremsten Anhänger ist aber die schiebende Wirkung gering und regelt sich über die Bremsverzögerung automatisch ein.
Ein Problem ergibt sich jedoch beim Rückwärtsfahren. Da in diesem Fall das Zugfahrzeug den Anhänger schiebt, also die Anhängerkupplung unter Druckspannung steht, würde ohne weitere Maßnahmen die Auflaufbremse aktiviert. Das wird durch eine Rückfahrsperre verhindert. Früher waren manuelle Rückfahrsperren gebräuchlich, bei denen ein Bolzen, ein Stift oder eine Sperrklinke eingelegt werden musste, um das Betätigen der Bremse bei der Rückwärtsfahrt zu verhindern. Seit dem 1. Januar 1991 (Datum der Erstzulassung) muss diese Rückfahrsperre automatisch wirksam werden (Rückfahrautomatik).
Die zulässigen Gesamtmassen von Anhängern mit Auflaufbremse sind ebenfalls gesetzlich beschränkt, sind aber höher als bei ungebremsten Anhängern. In Europa sind Auflaufbremsen bei Anhängern hinter Pkw und Lkw generell bis 3,5 t zulässiger Gesamtmasse des Anhängers zulässig. (EG-Richtlinie 71/320/EWG). Bei älteren Anhängern und Anhängern hinter Zugmaschinen bei einer Höchstgeschwindigkeit bis 40 km/h (bei Allradbremse) bzw. bis 25 km/h (ohne Allradbremse) auch bis 8 t (verbreitet an landwirtschaftlichen Anhängern).
In der Schweiz sind Auflaufbremsen bei landwirtschaftlichen Anhängern bis 30 km/h bis 6 t erlaubt, über 30 km/h liegt die Grenze wie beim Pkw bei 3,5 t.

### Halbdurchgehende Bremse
Bei einer halbdurchgehenden Bremse verfügen die Bremsen von Zugfahrzeug und Anhänger über getrennte Energiequellen, werden jedoch von einer gemeinsamen Betätigungseinrichtung betätigt. Beispiel dafür sind z. B. Traktoren mit einer Druckluftanlage nur für die Anhängerbremse. Energiequelle Zugfahrzeug: Muskelkraft, Energiequelle Anhänger: Druckluft. Gemeinsame Betätigungseinrichtung: Bremspedal im Zugfahrzeug.
In der Schweiz dürfen Geländewagen mit Druckluftbremsanlage über 3,5 t ziehen, sofern das Zugfahrzeug dafür ausgelegt ist. Dabei ist der Führerausweis der Kategorie BE ausreichend, allerdings unterliegt der Anhänger der LSVA.
Außerhalb Europas, u. a. in den USA, sind elektrische Bremsen bei Pkw-Anhängern verbreitet. Typischerweise sind es Trommelbremsen, deren Beläge durch Elektromagneten (Solenoide) beaufschlagt werden. Sie werden von einem Steuergerät (Controller) im Zugfahrzeug ausgelöst, das seinerseits entweder elektrisch über den Bremslichtschalter oder über die Bremshydraulik betätigt wird. Die letztere Ausführung erlaubt eine Regelung der Bremskraft des Anhängers. Die Trommelbremsen werden mehr und mehr durch Scheibenbremsen abgelöst die per Elektrohydaulik betätigt werden, besonders bei schweren Anhängern bis 15 Tonnen Gesamtgewicht.

### Durchgehende Bremse
Bei einer durchgehenden Bremse werden die Bremsen von Zugfahrzeug und Anhänger von einer einzigen Energiequelle (Fußkraft oder Druckluft) und einer einzigen Betätigungseinrichtung (Bremspedal) betätigt. Sie gibt es bei allen schweren Lkw mit Druckluftbremse, ist jedoch bei Pkw sehr selten (ATE Hydrakup).
Die tatsächliche Gesamtmasse des Anhängers darf in Deutschland bei Lkw mit durchgehender Bremsanlage maximal das 1,5-fache der zulässigen Gesamtmasse des ziehenden Fahrzeugs betragen. Bei Pkw ist die Anhängelast auf das 1,0-fache des zulässigen Gesamtgewichtes des Zugfahrzeugs begrenzt. Bei Geländefahrzeugen kann das 1,5-fache des zulässigen Gesamtgewichtes als Anhängelast zulässig sein. In beiden Fällen sind hinter Pkw maximal 3,5 t Anhängelast zulässig.